# 岡本亮輔
岡本亮輔（おかもと りょうすけ、1979年 - ）は、日本の宗教学者、北海道大学教授。専攻は宗教学、宗教社会学、フランスと日本をフィールドとした現代宗教論、聖地観光論。

## 来歴
東京都生まれ。立命館大学文学部哲学科卒。2010年筑波大学大学院人文社会科学研究科修了、「ポスト世俗化の宗教変容と宗教社会学の再構築 現代フランスの聖地巡礼についての宗教社会学的研究」で博士（文学）の学位を取得。2015年北海道大学大学院国際広報メディア・観光学院准教授。
2012年『聖地と祈りの宗教社会学』で日本宗教学会賞受賞。
2022年10月、北海道大学大学院メディア・コミュニケーション研究院、国際広報メディア・観光学院教授。

## 著書
- 『聖地と祈りの宗教社会学　巡礼ツーリズムが生み出す共同性』春風社 2012
- 『聖地巡礼　世界遺産からアニメの舞台まで』中公新書 2015
- 『江戸東京の聖地を歩く』ちくま新書 2017
- 『宗教と日本人　葬式仏教からスピリチュアル文化まで』中公新書 2021
- 『創造論者 vs. 無神論者　宗教と科学の百年戦争』講談社選書メチエ 2023

### 共編著
- 『宗教と社会のフロンティア 宗教社会学からみる現代日本』高橋典史・塚田穂高共編著 勁草書房 2012
- 『聖地巡礼ツーリズム』星野英紀・山中弘共編 弘文堂 2012
- 『ホッピー文化論』ホッピー文化研究会編 碧海寿広・藤野陽平・濱雄亮・高橋典史・小林宏至共著 ハーベスト社 2016
- 『フィールドから読み解く観光文化学』西川克之・奈良雅史共編著 ミネルヴァ書房 2019
- 『いま私たちをつなぐもの　拡張現実時代の観光とメディア』山田義裕共編 弘文堂 2021

### 翻訳
- メレディス・B.マクガイア『宗教社会学 宗教と社会のダイナミックス』山中弘・伊藤雅之共訳 明石書店 2008

## 論文
- <岡本亮輔

## 出演

### テレビ
- Ｒの法則（2012年9月24日、NHK Eテレ）
- 新世代が解く!ニッポンのジレンマ（2016年3月5日、NHK Eテレ）
- 北海道スペシャル（2017年1月20日、NHK札幌）
- 国際報道2018（2018年4月17日、NHK BS1）
- 新・情報7days ニュースキャスター（2019年5月18日、TBS）
- ダークサイド・ミステリー（2020年7月23日、NHK BSプレミアム）
- 首都圏情報 ネタドリ!（2022年12月2日、NHK総合）
- ミステリープラネット（2024年12月2日、TBS）
- 林修の今、知りたいでしょ!（2025年5月8日、テレビ朝日）

### ネット配信
- ABEMA Prime（2022年1月28日、2024年12月17日、ABEMA）

### ラジオ
- 荻上チキ・Session（2015年3月9日、TBSラジオ）
- TSUCHIYA EARTHOLOGY（2022年7月18日、J-WAVE）
- レコレール（2023年8月28日、JFN）
- こねくと（2023年11月16日、TBSラジオ）
- プラッと（2025年5月7日、NHKラジオ第1）